# Юроуингс
„Юроуингс“ (на немски: Eurowings GmbH) е нискотарифна авиокомпания със седалище в Дюселдорф, Германия.
Тя е дъщерно дружество на авиохолдинга „Луфтханза Груп“. До октомври 2014 г. изпълнява вътрешни регионални и някои европейски полети под марката Lufthansa Regional, след което започва да работи от името на „Джърмануингс“.

## История
Компанията е основана през 1993 г. чрез сливането на две авиокомпании със седалище в Нюрнберг и Дортмунд, а на 1 януари 1994 г. започва да изпълнява полети. На 1 януари 2001 г. Дойче Луфтханза АГ купува 24,9% дял в Юроуингс. От март 2001 г. Юроуингс става партньор на Луфтханза.
През октомври 2015 г. Луфтханза пуска нов евтин превозвач на базата на Юроуингс чрез сливането с Джърмануингс. След преструктурирането комбинираната авиокомпания работи под марката Юроуингс и използва флота и маршрутната мрежа на Джърмануингс. Предполага се, че в бъдеще мрежата на новата авиокомпания ще се разшири допълнително чрез откриване на полети на дълги разстояния с помощта на широкофюзелажни самолети. Първата отвъдморска база на летището е летище Виена.

## Направления
„Юроуингс“ има полети до следните дестинации:
- Вътрешни полети: Берлин Шненефелд, Бремен, Кьолн/Бон, Дортмунд, Дюселдорф, Франкфурт, Фридрихсхафен, Хамбург, Хановер, Лайпциг/Хале, Мюнхен, Мюнстер, Нюрнберг, Падерборн и Щутгарт.
- Международни полети: Амстердам, Базел/Мюлуз, Бирмингам, Болоня, Бристол, Брюксел, Букурещ, Будапеща, Копенхаген, Женева, Гьотеборг, Грац, Лондон, Лион, Мастерол, Маула, Мадрида, Прага, Торино, Виена, Варшава, Вроцлав, Загреб и Цюрих.

## Флот
Към юли 2021 г. средната възраст на самолетите на авиокомпанията е 11,2 години. Флотът се състои от следните типове самолети: